# David Corn

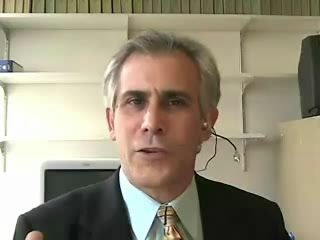
David Corn

David Corn (* Februar 1959 in New York City) ist ein US-amerikanischer Journalist. Er wurde vor allem bekannt als Redakteur der einflussreichen Magazine The Nation und Mother Jones.

## Leben und Arbeit
Corn ist der Sohn eines Buchhalters und einer Sozialarbeiterin. Nach dem Besuch der Brown University, die er 1982 mit einem Abschluss verließ, wurde er hauptberuflicher Journalist. 1987 wurde Corn als Redakteur für das politische Magazin The Nation angeheuert, bei dem er bis 2007 blieb. Im Oktober 2007 erhielt er den Posten des Washingtoner Bürochefs der Zeitschrift Mother Jones. Daneben hat er Beiträge für fast alle namhaften US-Zeitungen und Zeitschriften des politischen Bereichs verfasst, so für die New York Times, die Los Angeles Times, die Washington Post, dem Boston Globe und The New Independent.
Neben und als Ergänzung zu seiner journalistischen Arbeit hat Corn auch mehrere Bücher zu zeitgeschichtlichen und politischen Themen verfasst, darunter eine Biographie des Geheimdienst-Funktionärs Shackley. Ferner hat Corn den Roman Deep Background veröffentlicht, einen Thriller der ein fiktives Attentat auf einen US-Präsidenten zum Inhalt hat.
Während der Amtszeit des US-Präsidenten George W. Bush tat Corn sich wiederholt als prononcierter Kritiker von dessen Administration hervor. Bereits kurze Zeit nach den Anschlägen vom 11. September 2001 argumentierte er, dass das Terrornetzwerk al-Qaida nach seiner Auffassung eine geringere Gefahr für die nationale Sicherheit der Vereinigten Staaten darstelle, als das Konglomerat des US-Militärs, der Geheimdienste und Rüstungskonzerne ("America's national security cadre"), die dieses Ereignis womöglich ausnutzen könnten, um unverhältnismäßigen Einfluss auf die Politik zu erlangen. In seinem 2003 erschienenen Buch The Lies of George W. Bush. Mastering the Politics of Deception vertrat er die These, dass systematisches Täuschen, Verschleiern und Irreführen das Zentrum der politischen Linie der Bush-Regierung gebildet hätten. Im selben Jahr attackierte Corn Bush und seine Vertrauten scharf wegen des US-amerikanischen Angriffs auf den Irak. Eine umfassende Analyse der, seiner Meinung nach, „wahren“ Gründe für den Irakkrieg von 2003 und die Vorgeschobenheit der offiziellen Kriegsgründe präsentierte er 2006 in seinem Buch Hubris. The Inside Story of Spin, Scandal, and the Selling of the Iraq War. Im Zuge des "Valerie-Plame-Skandals" um die öffentliche Enttarnung der CIA-Agentin Valerie Plame durch ein gezieltes leaking durch Kreise des Weißen Hauses spielte Corn eine Randrolle, da er in seiner Kolumne vom 17. Juli 2003 der erste Journalist war, der enthüllte, dass die als Agentin bereits drei Tage zuvor enttarnte Plame auch verdeckt gearbeitet hatte. Mit Blick auf die Bush-Regierung warf er die Frage auf, dass die Enttarnung Plaimes gegen den Intelligence Identity Protection Act verstoßen haben könnte.
Im US-Fernsehen trat Corn in der Vergangenheit unter anderem als Gastmoderator der CNN-Sendung Crossfire sowie als häufiger Kommentator in diversen Sendungen der drei großen Kabelnachrichtensender – CNN, Fox News und MSNBC – auf. Mit Pat Buchanan trat er als Co-Host von dessen Radio-Show auf.